# مندی مینلا
 مندی مینلا (انگلیسی: Mandy Minella؛ زاده ۲۲ نوامبر ۱۹۸۵) یک تنیس‌باز اهل لوکزامبورگ است. 